# Giải quần vợt Mỹ Mở rộng
Giải quần vợt Mỹ Mở rộng (tiếng Anh: US Open) là một trong 4 giải Grand Slam quần vợt trong năm. Đây là giải Grand Slam cuối cùng trong năm và diễn ra vào nửa cuối tháng 8 và đầu tháng 9 tại Thành phố New York, Hoa Kỳ.

## Lịch sử
Trước năm 1968, giải này có tên là Giải Vô địch quốc gia Hoa Kỳ (US National Championships) và chỉ những đấu thủ nghiệp dư mới được tham dự. Đến năm 1968 thì giải này được "mở rộng" ra cho cả những đấu thủ chuyên nghiệp tham dự, vì vậy được đổi tên thành "US Open" - Giải quần vợt Mỹ Mở rộng.
Từ 1881 đến 1915, giải tổ chức ở Newport Casino, Newport, Rhode Island (nay là địa điểm của International Tennis Hall of Fame). Năm 1915 giải được rời về West Side Tennis Club ở Forest Hills, New York cho đến năm 1978 thì rời về địa điểm hiện tại ở Flushing Meadows, New York.
Giải vô địch Hoa Kỳ đã được chơi trên 3 mặt sân trong lịch sử. Từ lúc khởi đầu năm 1881 cho đến năm 1974, giải chơi trên sân cỏ (ở Newport Casino và Forest Hills). Từ 1975 đến 1977 đổi sang sân đất Har-Tru (ở Forest Hills). Từ 1978 đến nay dùng sân cứng DecoTurf (ở Flushing Meadows). Jimmy Connors là nhà vô địch duy nhất đã chiến thắng trên cả ba mặt sân: năm 1974 ông thắng trên sân cỏ, năm 1976 thắng trên sân đất và các năm 1978, 1982, 1983 ông vô địch trên sân cứng.

## Sân thi đấu

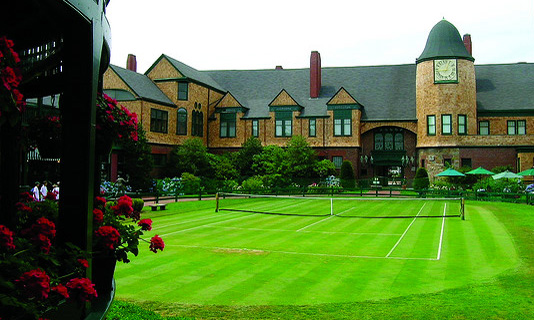
Sân Tennis Newport Casino

Hiện nay toàn bộ hệ thống sân quần vợt ở Flushing Meadows được gọi là Trung tâm Quần vợt Quốc gia USTA Billie Jean King (USTA Billie Jean King National Tennis Center), mang tên cựu số 1 nữ thế giới Billie Jean King. Trung tâm này có các sân như sau: sân chính tên là Sân vận động Arthur Ashe có 24.000 ghế ngồi. Sân này lấy tên từ Arthur Ashe là một tay vợt nổi tiếng người Mỹ da đen, đã vô địch giải Mỹ Mở rộng lần đầu tiên trong kỷ nguyên Mở năm 1968. Sân số 2 là Sân vận động Louis Armstrong. Sân số 3 là Sân vận động Grandstand, nối liền với sân Louis Armstrong. Những sân phụ số 4, 7 và 11 mỗi sân chứa được 1000 người.

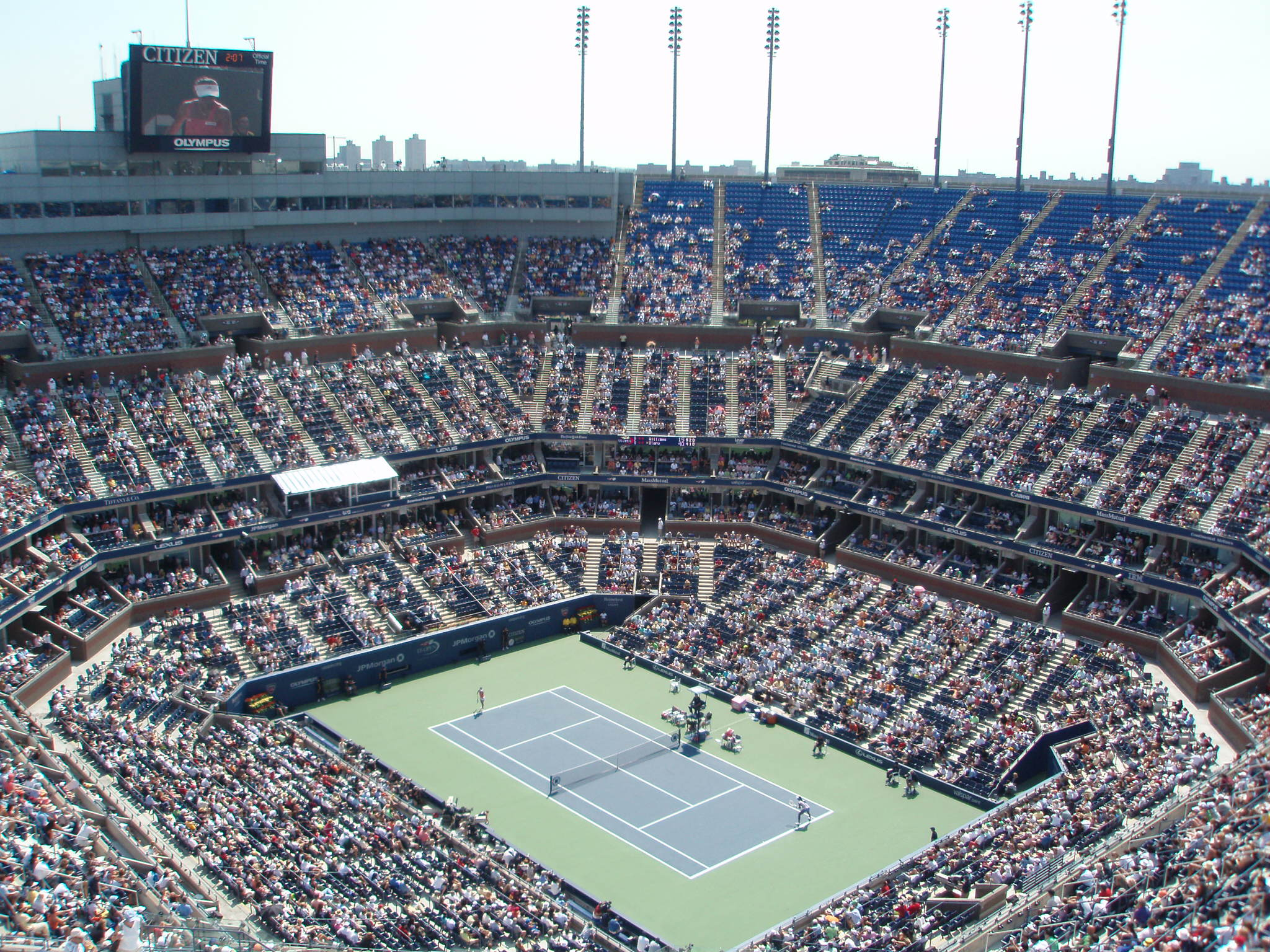
Sân vận động Arthur Ashe

Tất cả các sân ở US Open là loại sân cứng DecoTurf ngoài trời. Sân DecoTurf được làm bằng nhiều lớp cao su mỏng trộn với cát rồi đổ lên sàn xi măng. Vì vậy trên sân US Open, banh đi rất nhanh và độ nảy đều nên hợp với các đấu thủ có cú giao bóng mạnh và thích lên lưới.
Từ năm 2005, các sân ở US Open được đổi từ màu truyền thống của sân quần vợt là màu xanh lá sang màu xanh dương để thấy bóng rõ hơn.

## Phần thưởng

### Tiền thưởng
Tổng tiền thưởng cho nhà vô địch Mỹ Mở rộng 2021 là 57,5 triệu USD, được phân chia như sau:
| Sự kiện     | VĐ         | CK         | BK       | TK       | 4R       | 3R       | 2R       | 1R      | Q3      | Q2      | Q1      |
| Đơn         | $2,500,000 | $1,250,000 | $675,000 | $425,000 | $265,000 | $180,000 | $115,000 | $75,000 | $42,000 | $32,000 | $20,000 |
| Đôi*        | $660,000   | $330,000   | $164,000 | $93,000  | $54,000  | $34,000  | $20,000  | —       | —       | —       | —       |
| Đôi nam nữ* | $160,000   | $78,000    | $40,000  | $22,000  | $13,400  | $7,800   | —        | —       | —       | —       | —       |

* per team

### Điểm xếp hạng
Điểm xếp hạng cho nam (ATP) và nữ (WTA) đã có nhiều thay đổi tại US Open thông qua nhiều năm nhưng bây giờ tay vợt nhận được các điểm như sau đây:
| Sự kiện | Sự kiện | W    | F    | SF  | QF  | 4R  | 3R  | 2R | 1R |
| Đơn     | Nam     | 2000 | 1200 | 720 | 360 | 180 | 90  | 45 | 10 |
| Đơn     | Nữ      | 2000 | 1300 | 780 | 430 | 240 | 130 | 70 | 10 |
| Đôi     | Nam     | 2000 | 1200 | 720 | 360 | 180 | 90  | 0  | –  |
| Đôi     | Nữ      | 2000 | 1300 | 780 | 430 | 240 | 130 | 10 | –  |

## Danh sách các nhà vô địch
- Danh sách vô địch đơn nam Mỹ Mở rộng
- Danh sách vô địch đơn nữ Mỹ Mở rộng
- Danh sách vô địch đôi nam Mỹ Mở rộng
- Danh sách vô địch đôi nữ Mỹ Mở rộng
- Danh sách vô địch đôi nam nữ Mỹ Mở rộng